# Pterinochilus lugardi
Pterinochilus lugardi là một loài nhện trong họ Theraphosidae.
Loài này thuộc chi Pterinochilus. Pterinochilus lugardi được Mary Agard Pocock miêu tả năm 1900.